# Ngaka Modiri Molema
Ngaka Modiri Molema (dawniej Central) – dystrykt w Republice Południowej Afryki, w Prowincji Północno-Zachodniej. Siedzibą administracyjną dystryktu jest Mafikeng.
Dystrykt dzieli się na gminy:
- Ratlou
- Tswaing
- Mafikeng
- Ditsobotla
- Ramotshere Moiloa